# チャンゴ・カルモナ
チャンゴ・カルモナ（Chango Carmona 、1944年9月29日 - ）は、メキシコの男性プロボクサー。メキシコシティ出身。元WBC世界ライト級王者。サウスポーの強打者だったが短命王者に終わった。

## 来歴
1964年1月18日、プロデビュー。キャリア前半は目立った成績を残せなかったが、アルフォンソ・フレーザー、シュガー・ラモス、イスマエル・ラグナら強豪と拳を交え、頭角を現す。 
1972年9月15日、WBC世界ライト級王者マンド・ラモスを手数で圧倒し、8回KO勝ちで世界王者となる。
1972年11月10日、初防衛戦でロドルフォ・ゴンザレスに12回KO負け。戴冠から僅か2ヵ月で世界王座から陥落。
1973年7月31日、ハワイで門田新一と対戦したが、7回KO負け。
1975年3月1日、この試合で勝利したのを最後に引退。
4年後の1979年に現役復帰し、同年12月20日の試合で勝利し再び引退した。

## 獲得タイトル
- 第10代WBC世界ライト級王座（防衛0度）